# マーティロ・マヌキアン

## 略歴
1947年8月5日、旧・ソビエトアルメニア共和国で生まれたマーティロ･マヌキアンは、若い頃より才能を見せ、16歳の頃には、前衛美術の展示会で第1位受賞する。彼の突出した才能が認められ、1966年高校卒業と同時に国立美術院に入学、72年に卒業。同年、旧・ソビエト連邦芸術家連盟会員の名誉を獲得し、旧ソビエト中の芸術家達に大きな影響を与えた。
しかし、子供の頃から「自由・冒険・自然・愛」に興味を持ち、共産主義には同調できなかったマーティロは、常に高い評価と人気を得、数々の栄誉に輝きながらも、心は満たされず、人間らしく生きる為、自由を求めて1987年ついにアメリカに渡る。
描く事に対する政治的制約から解放されたマーティロは、尽きる事無いエネルギーで自由・挑戦・勇気・自然・女性・神など、人生に於いて美しいと感じられるものを、愛をもってキャンバスに歌い込んだ。彼の絵には、金箔・銀・樹脂・液状真珠などが色の一部として使われ、ムード・感情が表現される。マドンナは美しさの、イコンは故郷の象徴として映し出された。
アメリカに渡ってわずか2年の間に、マーティロは、独自のスタイルを築き上げ、名声を得た。彼のテーマは、「青の時代」、その後「ゴールドの時代」、「新しい光の時代」と広がり、力強く、それでいてロマンチックで官能性に溢れている彼の原画は、千点を超えた。

## コメント
「私は今のライフスタイルを気に入っています。私のモチーフは美しさです。 セレナードと音楽は私の人生のモチーフです。 
私は色々な手法を使って描くことが楽しくて仕方がありません。
なぜならば、自由、感情、勝利...いや、実際に私が絵を描く時の気持ちは分かっていません。
しかし描くことで私の気持ちを、カメラの目がキャッチできない、心にある気持ちを描いているのです。おそらく他人が見ることのない特別な、微妙なものです。」

## 絵画の価格
- マーティロ・、マヌキアンの絵画は、3000円のプリント商品から数百万の原画まで存在する。
- 真作を左右反対に描いている贋作や、細かなポイントが微妙に違っている贋作などが出回っている。
- 他にも贋作やプリントした絵画などを、買取専門業者や中古品販売会社などが、本物の原画や版画と区別無く表記するなどしているため、トラブルが多数報告されている。

（正規品卸業者ホームページより）